# Batalla de Naxos
La batalla de Naxos fue un enfrentamiento naval ocurrido en el año 376 a. C. entre la flota de Atenas, dirigida por el strategos Cabrias, y la de Esparta, en el contexto de la Guerra de Beocia. El resultado del encuentro fue una decisiva victoria ateniense gracias a la valiente y hábil maniobra de Foción, lo que devolvió el control de los mares a Atenas y marcó el comienzo de su recuperación hegemónica tras la guerra del Peloponeso.
Al mismo tiempo que se libraba este combate, Timoteo, otro gran comandante ateniense, vencía en aguas del oeste la batalla de Alyzia.
- Datos: Q1887701